# McLeansboro
McLeansboro város az USA Illinois államában. Lakosainak száma 2675 fő (2020. április 1.).

## Népesség
A település népességének változása:

| 2010 | 2 883 |
| 2020 | 2 675 |